# Церковь Сорока мучеников Севастийских у Новоспасского монастыря
Це́рковь Сорока́ му́чеников Севасти́йских у Новоспа́сского монастыря́, или храм Сорока Севастийских мучеников в Спа́сской Слободе́, или Сорокасвя́тская церковь — православный храм Покровского благочиния Московской городской епархии Русской православной церкви, патриаршее подворье в Спасской Слободе Москвы. Находится в Москве по адресу Динамовская улица, дом 28. Объект культурного наследия федерального значения.

## История
Предположительно, ещё в XVI веке на этом месте стояла деревянная церковь. В 1644—1645 годах ей на замену была возведена каменная. Храм несколько раз перестраивался. Сейчас здание включает в себя непосредственно храм с апсидой, примыкающую к нему трапезную с двумя приделами во имя Николая Чудотворца и во имя апостолов Петра и Павла. Трапезная соединена переходом с колокольней. Невысокий двусветный четверик и полукруглая апсида сохранились от исходного здания, однако их декор полностью утрачен. Трапезная, вероятно, была построена в 1698 году, в XIX века два раза производилась её перестройка. Первый раз средства пожертвовал купец П. Я. Маслов, работы велись в 1831—1838 годах. Второй раз трапезная перестраивалась в 1878 году архитектором Петром Кампиони на деньги Ф. М. Стриженова, этим же временем датируется сохранившаяся полусферическая кровля церкви, а также декор фасадов в духе эклектики, состоящий из штукатурных карнизов и «рамочных» наличников прямоугольных окон. На боковых фасадах трапезной были выполнены пилястры, разделяющие плоскости стен, а центральные части боковых фасадов были увенчаны маленькими аттиками.
В 1801 году была возведена двухъярусная ампирная колокольня, нижний ярус был украшен парными пилястрами. Соединяющий колокольню и трапезную неширокий переход позднее скрылся под новыми боковыми пристройками.
В 1812 году храм подвергся разграблению наполеоновскими солдатами. Особо ценную церковную утварь настоятель Петр Вельяминов успел спрятать и даже под жестокими пытками отказался выдать место хранения святынь. Он был убит французами. Мученический подвиг настоятеля храма был увековечен мемориальной доской на стене храма.
Церковь окружена оградой, возведённой в XIX веке.
В 1925 году престольный праздник Сорока Севастийских мучеников 22 марта выпал на воскресенье Крестопоклонной недели. Праздничную литургию совершал патриарх Тихон. Это было одно из последних совершенных им богослужений — 7 апреля 1925 года патриарх Тихон скончался.
В 1932 году храм был закрыт советскими властями, колокольня была частично срублена (был оставлен нижний ярус и небольшой полуярус). С 1992 года в храме проводятся регулярные богослужения. В 1993 году храм был передан общине верующих, после чего были произведены реставрационные работы и восстановление колокольни, на ней устроена звонница в 12 колоколов, восстановлена историческая каменная ограда вокруг храма, воссоздана входная группа с железными ставнями-дверями, козырьком на колоннах-основаниях, отреставрирован белокаменный цоколь, положена новая кровля, укреплены фундаменты. Проведены ремонтные работы во всех приделах, алтарях, трапезной.
Великое освящение храма совершил 10 марта 2019 года патриарх Московский и всея Руси Кирилл. Были освящены три престола: центральный — в честь Сорока Севастийских мучеников; северный — в честь святителя Николая Чудотворца; южный — в честь святых первоверховных апостолов Петра и Павла.
Духовенство храма на ноябрь 2024 года: игумен Илия (Чураков), игумен Иаков (Стратила), протоиерей Максим Первозванский, дьякон Анатолий Медведев.

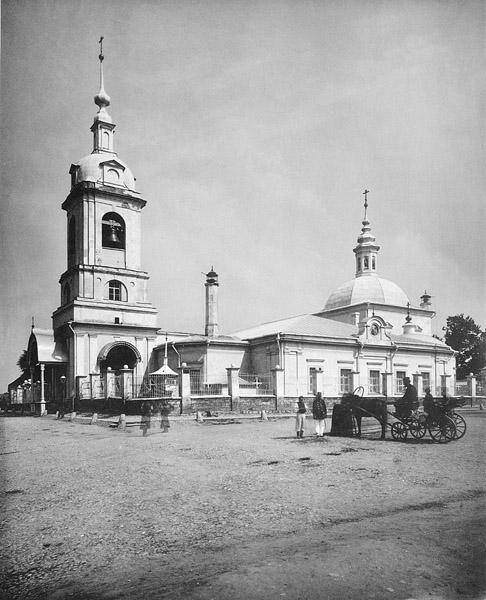
Церковь в 1884 году. Фотография Николая Найдёнова
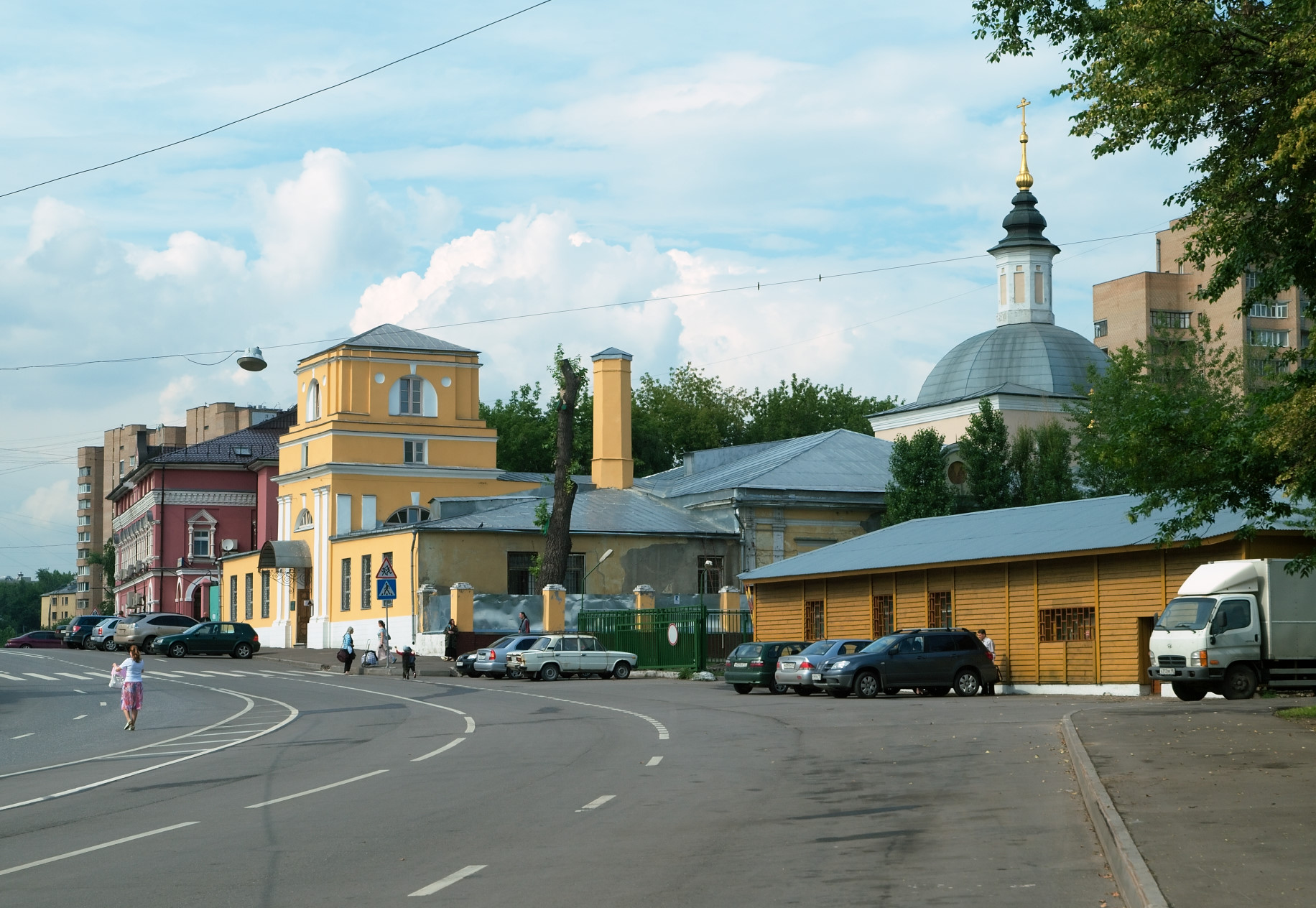
Храм в 2008 году, до восстановления колокольни
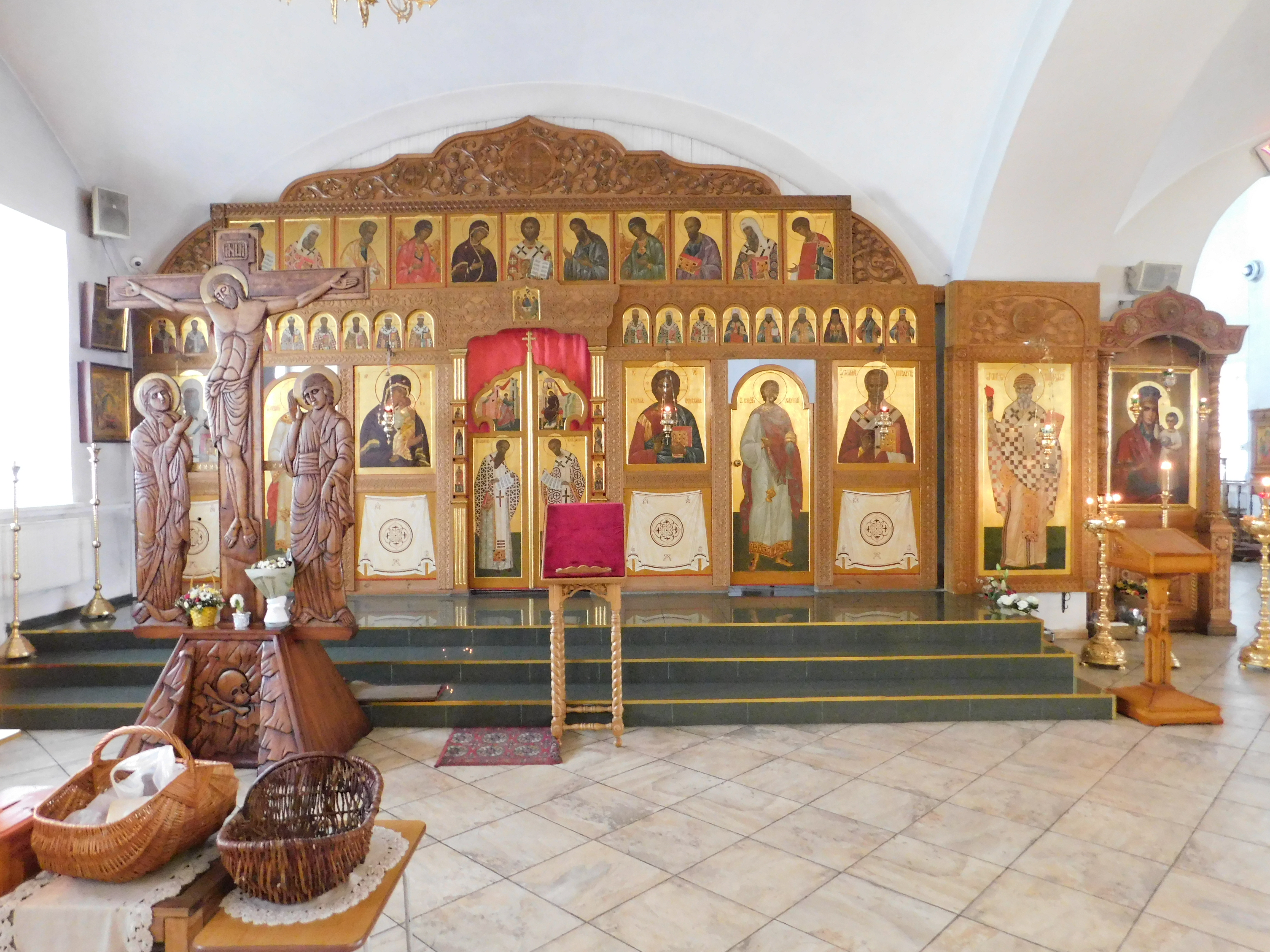
Алтарная преграда северного придела
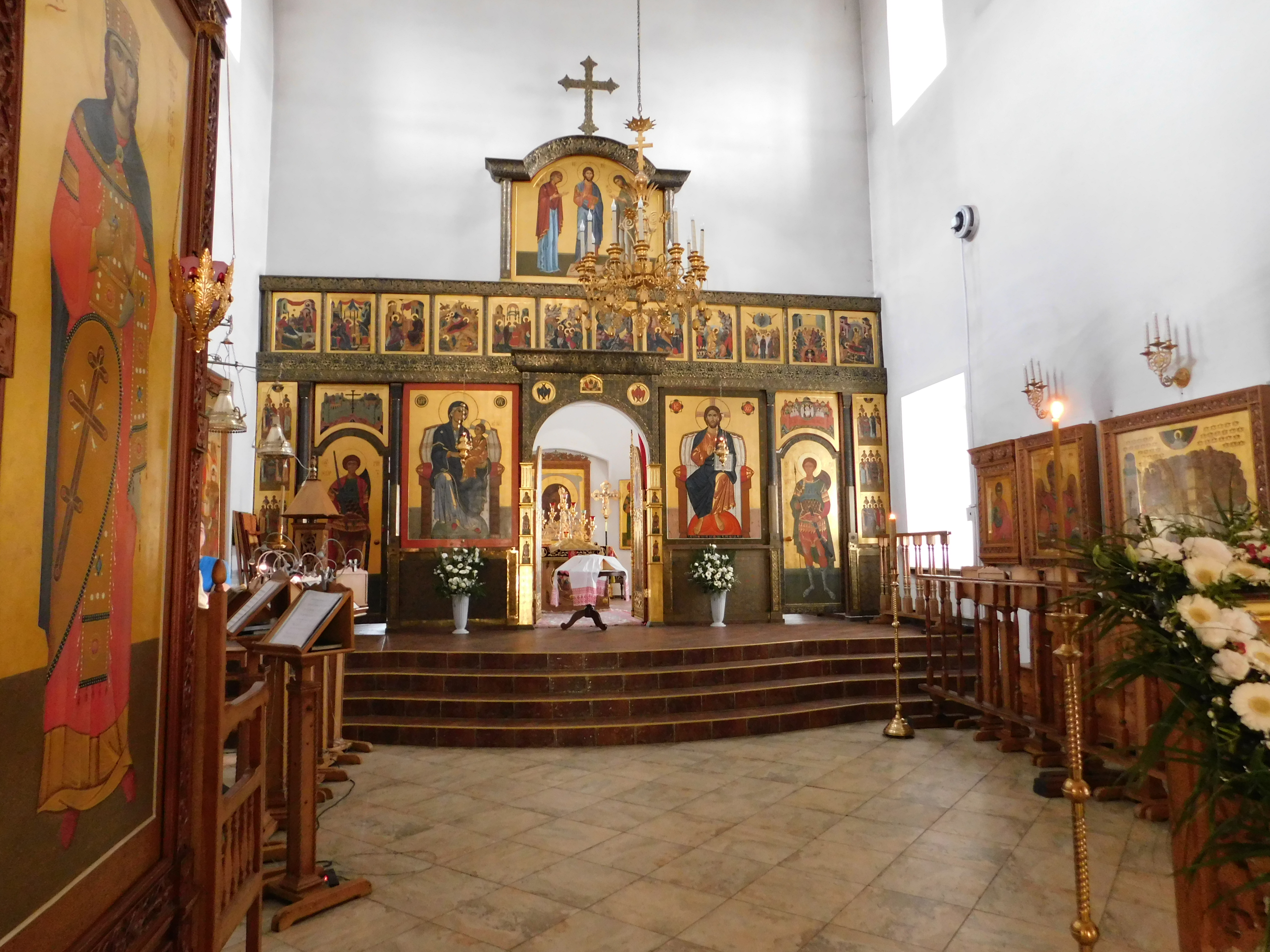
Иконостас главного алтаря
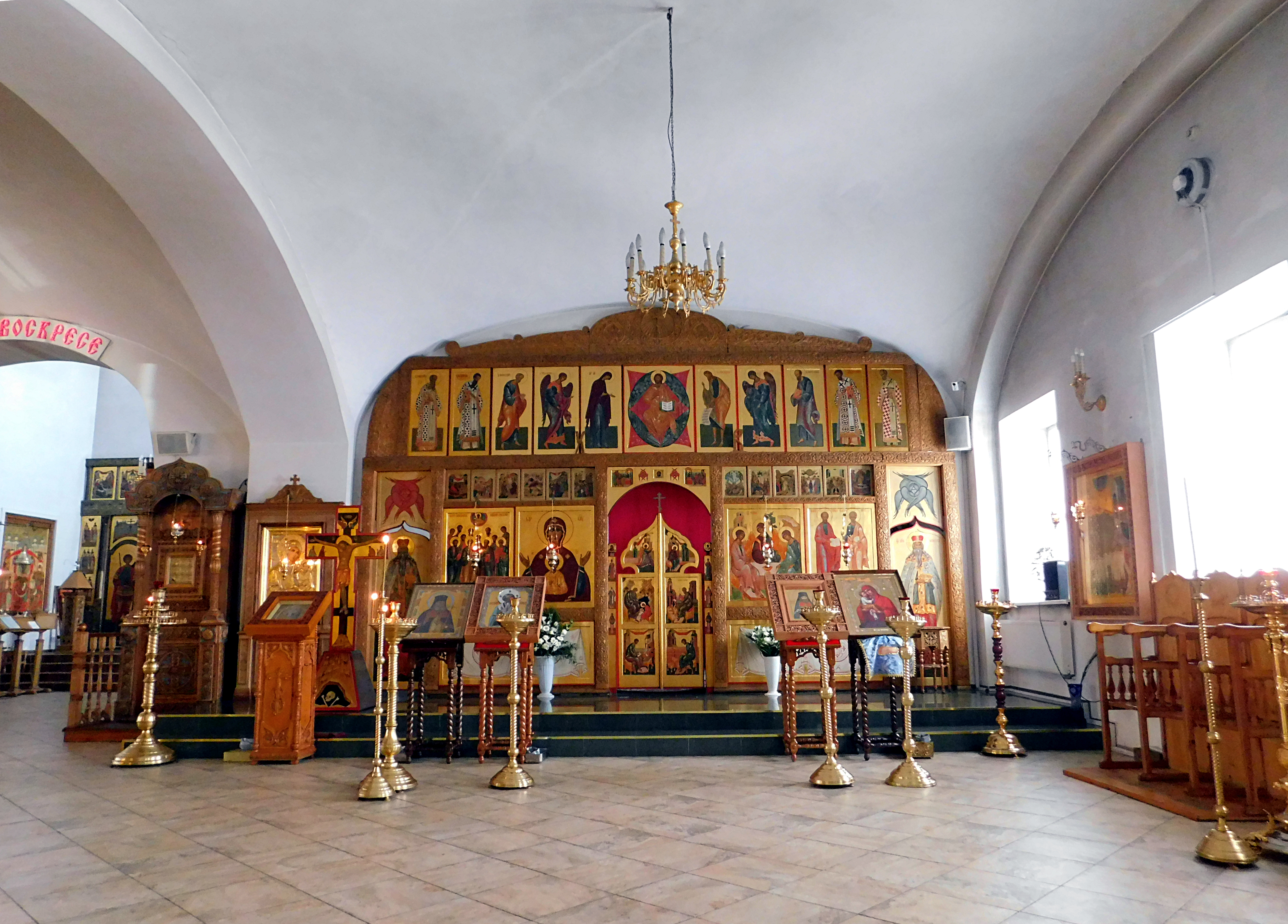
Алтарная преграда южного придела

## Комментарии
1. ↑  В энциклопедии «Москва»[4] указан 1811 год.